# عبد اللطيف أبوهيف
عبد اللطيف خميس أبو هيف (1929 - 2008) هو سباح مصري، أو سباح القرن العشرين كما أطلق عليه البعض، استطاع أن يضع نفسه في مكانة عالمية متميزة في واحدة من الرياضات الهامة، حيث حقق العديد من الإنجازات على مدار مشواره الرياضي، والتي يعد من أهمها عبوره بحر المانش ثلاث مرات محققاً رقماً قياسياً عالمياً في عام 1953م، ومتحدياً جميع الصعوبات وأولها البرودة القاتلة والتيارات الجارفة وغيرها الكثير. أُطلق عليه لقب «تمساح النيل».
عُرف أبو هيف كواحد من أبرز سباحي المسافات الطويلة على مستوى العالم وسطع نجمه في فترتي الخمسينات والستينات كبطل في السباقات الدولية، اتخذ أبو هيف من البطل إسحاق حلمي أول عابر للمانش مثلاً له حيث كان له الفضل في الأخذ بيد أبو هيف في مشواره الرياضي.
ولد في 30 يناير عام 1929م بحي الانفوشى بمدينة الإسكندرية بمصر، وتخرج من كلية سانت هيرست العسكرية بلندن في عام 1956م، وكان الملك فاروق سبباً في دخول أبو هيف لهذه الكلية الحربية عندما أراد تكريمه بعد نجاحه في عبور المانش في عام 1951م، واختار أبو هيف جائزته أن يلتحق بأفضل كلية حربية في العالم بعد حصوله على الشهادة الثانوية وقد كان.
عشق أبو هيف السباحة منذ الصغر وبدأ ممارستها وهو عمره 10 سنوات، وتمكن من الحصول على بطولة الإسكندرية وهو ما زال صغيراً ثم توالت نجاحاته وبطولاته ليتوج بطل محلي لمدة عشر سنوات وبطل عالمي لمدة خمسة وعشرين عاماً.

## إنجازاته
حقق أبو هيف العديد من الإنجازات على مدار تاريخه الرياضي الحافل ومن إنجازاته نذكر فوزه بأكثر من عشرين سباق دولي، وحصوله على بطولة العالم في السباحة خمس مرات، وتمكنه من تحدي المانش وعبوره مرتين، كما حطم رقم قياسي|الرقم القياسي في عام 1953م.
في عام 1955م تمكن أبو هيف من تحقيق المركز الأول في السباق الدولي للمانش متفوقاٌ على أشهر وأسرع السباحين العالميين، وأحتل المركز الأول أيضاً في أطول سباق للسباحة الطويلة حول العالم في عام 1963م، هذا السباق الذي أستمر لمدة 36ساعة في بحيرة ميتشجان بالولايات المتحدة الأمريكية وكانت المسافة المقرر قطعها 135 كيلومتر.
كما حصد المركز الأول في العديد من السباقات التي نظمت في الأرجنتين والتي وصل إحداها إلى مسافة 250 كيلومتر قطع فيها أبو هيف مقدار 60 ساعة سباحة من روساريو إلي بوينوس آيرس وكان أبو هيف في المركز الأول حيث كان صاحب أطول مسافة تم قطعها في هذا السباق، كما حصل على المركز الأول في سباق نهر السين بفرنسا عام 1952م
وفي سباق مونتريال الدولي بكنداعام 1965م وهو أحدي سباقات التتابع بمعنى أن يتناوب سبّاحيْن السباحة كل ساعة، أصر أبو هيف على الاستمرار بالسباحة بمفرده وذلك بعد أن مرض رفيقه الإيطالي بسبب البرودة الشديدة وأضطر لمغادرة السباق مبكراً حيث استمر أبو هيف بالسباحة لمدة 29 ساعة ونصف وحصل على المركز الأول، وكان هذا السباق هو أحد الأسباب التي دفعت الاتحاد الدولي لإعلانه أعظم سباح في التاريخ في المسافات الطويلة كما كان له دور في فوزه بلقب سباح القرن.
ومن السباقات الشهيرة التي خاضها سباق كابري - نابولي بإيطاليا، وسنتافي - روساريو بالأرجنتين

## إنجازات إنسانية
على الصعيد الإنساني فاز أبو هيف بأكبر البطولات في المشاعر الإنسانية وإحساسه العالي بالآخرين، فكانت له العديد من المواقف المتميزة على مدار تاريخه الرياضي، ونذكر من هذه المواقف: تبرعه بجائزته المالية في إحدى السباقات لأسرة السباح الإنجليزي ماتيوس ويب الذي غرق في بحر المانش أثناء عبوره له بمفرده دون مركب مرافق.
كما تبرع بجائزته لجورج فاليري السباح الفرنسي وبطل العالم في سباق الظهر عقب إصابته بالشلل.
وتقاسم الجائزة التي فاز بها في سباق مونتريال مع رفيقه على الرغم من انسحابه في بداية السباق لمرضه.
كل هذه الأحداث وغيرها الكثير تعبر عن مدى الأخلاق الرياضية التي تمتع بها أبو هيف وجعلته يستحوذ على إعجاب الكثيرين حول العالم.
قام أبو هيف بالإعلان عن اعتزاله للسباحة في عام 1973م وكان حينئِذ في الخامسة والأربعين من عمره.

## التكريم
حصد أبو هيف العديد من الميداليات والجوائز نظير جهوده الجبارة التي بذلها في البطولات المختلفة والتي نجح في الفوز بها بتفوق ساحق متقدماً على جميع المتسابقين الأخرى ن، ولكن بالإضافة لهذه الميداليات حصل أبو هيف على وسام الرياضة من رئاسة الجمهورية، كما حصل على لقب سباح القرن العشرين في مايو 2001 وذلك بناء على اختيار الاتحاد الدولي لسباحة المسافات الطويلة له تقديراً لإنجازاته، كما قام الاتحاد الدولي لمحترفي السباحة الطويلة بمنحه لقب أعظم سباح في التاريخ، واختير كأفضل ثالث سباح في العالم، وحصل أبو هيف في عام 1963م على لقب أفضل رياضي في العالم وذلك في استفتاء سنوي في إيطاليا لاختيار أفضل النجوم العالميين، الأمر الذي جعله ينضم لأشهر الرياضيين العالميين مثل بيليه نجم كرة القدم البرازيلي أو الجوهرة السوداء كما أعتاد عشاقه أن ينادوه وذلك في عام 1961م، ثم ريفييرا في 1962م، وجاء من بعدهم أبو هيف في عام 1963م.
وكنوع أخر من التكريم تم إطلاق اسمه على إحدى الشواطئ الكبرى بمسقط رأسه بمدينة الإسكندرية.
وأطلق علية الاجانب the crocodile of the nile وتعنى تمساح النيل.

## وفاته
مر أبوهيف بعدد من الأزمات الصحية الخطيرة، وخضع للعديد من الجراحات. وكان أبو هيف قد رفض السفر إلي الخارج للعلاج علي نفقة الدولة ووجه الشكر للمسئولين بالحكومة المصرية علي اهتمامهم بصحته قائلاً: «علاجي متوفر في مصر والأطباء المصريون علي درجة عالية من الكفاءة وإذا قدر لي الموت فإنني أفضل أن أموت علي فراشي»
وتوفى أبو هيف يوم الاثنين 21 أبريل 2008 عمر يناهز الـ 79 عاماً بعد صراع طويل مع المرض.

## روابط خارجية
- عبد اللطيف أبوهيف على موقع قاعة مشاهير السباحة العالمية (الإنجليزية)